# Politique en Guinée
La Guinée est une république à régime présidentiel dans laquelle le président de la République, chef de l'État, nomme un premier ministre, chef du gouvernement. Le pouvoir exécutif est aux mains du gouvernement tandis que le pouvoir législatif est partagé entre le gouvernement et l'Assemblée nationale (pendant la transition, le pouvoir législative est partagé entre le gouvernement et le conseil nationale de la transition).

## Histoire
Le 3 avril 1984, peu après la mort d'Ahmed Sékou Touré, premier président de la Guinée indépendante, le Comité militaire de redressement national (CMRN), une junte militaire emmenée par le Lieutenant-Colonel Lansana Conté prit le pouvoir et plaça Conté à la présidence. Le CMRN affirmait vouloir mettre fin au régime de Touré et abolit la Constitution, dissout le parti unique et annonça la deuxième République. Le nouveau gouvernement libéra les prisonniers politiques et se porta garant de la protection des droits de l'homme. Il réorganisa le système judiciaire, décentralisa l'administration et commença à libéraliser l'économie, encourageant la propriété privée, les investissements étrangers et l'exploitation des ressources naturelles du pays.
En 1990, les Guinéens approuvèrent par référendum une nouvelle Constitution qui inaugura la Troisième République et introduisit la Cour suprême. En 1991, le CMRN fut remplacé par un corps mixte, civil et militaire, le Conseil transitoire de redressement national. Conté conserva la présidence pour cinq ans avec pour mandat de gérer la transition vers un pouvoir exclusivement civil. Le CTRN élabora des projets de loi qui devaient permettre la formation de partis politiques indépendants, la tenue d'élections nationales et la liberté de la presse. Les partis politiques furent légalisés en 1992 et plus de 40 partis officiellement reconnus.
En décembre 1993, Conté fut réélu pour cinq ans lors des premières élections multipartites, entachées d'irrégularités et d'un manque de transparence de la part du gouvernement. En 1995, le Parti de l'unité et du progrès remporta 76 des 114 sièges lors des élections législatives au cours desquelles l'opposition dénonça des irrégularités. En 1996, Conté réorganisa le gouvernement et nomma Sidya Touré au poste de Premier ministre, qu'il chargea de responsabilités particulières concernant le programme gouvernemental de réforme économique.
En décembre 2008, le président Lansana Conté meurt et une junte (CNDD) prend le pouvoir par un coup d'État. Le nouvel homme fort du régime est le capitaine Moussa Dadis Camara. La Constitution est suspendue pendant le régime transitoire qui devrait amener à des élections libres en 2010.
Le 27 juin 2010 eut lieu le premier tour de l'élection présidentielle, où Cellou Dalein Diallo et Alpha Condé reçurent le plus de voix, mais en dessous de la majorité absolue (39,72 % et 20.6 7 % respectivement), ce nécessitant un deuxième tour pour les départager, qui se tint le 7 novembre 2010,. Alpha Condé est élu au second tour. Investi le 21 décembre, il nomme Mohamed Saïd Fofana premier ministre le 24 décembre.
Le 19 décembre 2019, Alpha Condé a annoncé qu'il soumettra aux Guinéens un projet de nouvelle Constitution. L'article 40 de ce projet de Constitution dispose que «le Président de la République est élu au suffrage universel direct pour un mandat de six ans, renouvelable une fois».
Le 5 septembre 2021, la junte (CNRD) prend le pouvoir par un Coup d'Etat. Mamadi Doumbouya et ses homme suspendent la constitution et les institutions et promette des élections dans un bref délai dans un compromis dynamique avec les organisations international.

## Pouvoir exécutif
Le président de la République est élu au suffrage universel pour six ans. Il gouverne le pays avec l'assistance de 25 ministres civils nommés par lui. Il nomme les officiels à tous les niveaux de l'administration, fortement centralisée.
| Fonction                   | Nom              | Parti                                                  | Depuis            |
| -------------------------- | ---------------- | ------------------------------------------------------ | ----------------- |
| Président de la République | Mamadi Doumbouya | Comité national du rassemblement pour le développement | 17 septembre 2021 |
| Premier ministre           | Bah Oury         | Union des démocrates pour la renaissance de la Guinée  | 27 février 2024   |

## Pouvoir législatif
Depuis janvier 2022, le pouvoir législative est exercé par le Conseil national de la transition dirigé par Dansa Kourouma, nommé par décret du president Mamadi Doumbouya.